# Terellia occidentalis
Terellia occidentalis
 es una especie de insecto del género Terellia de la familia Tephritidae del orden Diptera. Se encuentra en el oeste de Estados Unidos.
Snow la describió científicamente por primera vez en el año 1894.